# Atlanta United 2
L'Atlanta United 2 è una società calcistica statunitense basato ad Atlanta, in Georgia, che disputa le proprie partite casalinghe presso il Fifth Third Bank Stadium di Kennesaw. È la squadra riserve dell'Atlanta United.
Dal 2018 partecipa alla USL Championship, campionato di secondo livello degli Stati Uniti.

## Storia
Il 14 novembre 2017, la United Soccer League rese noto che l'Atlanta United FC aveva acquistato una squadra affiliata da far competere nella seconda categoria, a partire dalla stagione successiva.
Il 10 gennaio 2018 viene rivelato il nome della squadra, l'Atlanta United 2.

## Stadio
Dopo aver giocato in casa per tutta la prima stagione tra i professionisti al Coolray Field a Lawrenceville, impianto originariamente concepito per il baseball e con una capienza ridotta a 7.362 posti per il calcio, il 14 dicembre 2018 la società ha annunciato che da quel momento avrebbe disputato le partite interne presso il Fifth Third Bank Stadium di Kennesaw, stadio da 8.318 posti a sedere, dove gioca tuttora.

## Rosa 2019
| N. |                           | Ruolo | Calciatore               |
| -- | ------------------------- | ----- | ------------------------ |
| 1  | Stati Uniti (bandiera)    | P     | Paul Christensen         |
| 2  | Stati Uniti (bandiera)    | D     | Tyler Ruthven            |
| 3  | Panama (bandiera)         | D     | Guillermo Benítez        |
| 4  | Inghilterra (bandiera)    | D     | Jack Metcalf             |
| 5  | Honduras (bandiera)       | D     | Wesly Decas              |
| 6  | Inghilterra (bandiera)    | D     | Laurence Wyke            |
| 7  | Brasile (bandiera)        | C     | Luiz Fernando Nascimento |
| 8  | Stati Uniti (bandiera)    | C     | Kevin Barajas            |
| 11 | Costa d'Avorio (bandiera) | C     | Laurent Kissiedou        |
| 12 | Inghilterra (bandiera)    | C     | Mo Adams                 |
| 13 | Stati Uniti (bandiera)    | P     | Brendan Moore            |
| 14 | Stati Uniti (bandiera)    | A     | Jackson Conway           |
| 15 | Venezuela (bandiera)      | C     | José Hernández           |
| 16 | Honduras (bandiera)       | C     | Alessandro Castro        |

| N. |                        | Ruolo | Calciatore           |
| -- | ---------------------- | ----- | -------------------- |
| 21 | Stati Uniti (bandiera) | D     | George Bello         |
| 24 | Stati Uniti (bandiera) | P     | Dylan Castanheira    |
| 25 | Stati Uniti (bandiera) | P     | Alec Kann            |
| 27 | Stati Uniti (bandiera) | C     | Chris Goslin         |
| 28 | Inghilterra (bandiera) | C     | Dion Pereira         |
| 29 | Burundi (bandiera)     | C     | Bienvenue Kanakimana |
| 30 | Stati Uniti (bandiera) | C     | Andrew Carleton      |
| 31 | Stati Uniti (bandiera) | C     | Amir Bashti          |
| 35 | Nigeria (bandiera)     | A     | Patrick Okonkwo      |
| 37 | Stati Uniti (bandiera) | D     | George Campbell      |
| 39 | Stati Uniti (bandiera) | C     | Will Reilly          |
| 40 | Stati Uniti (bandiera) | D     | Brandon Clagette     |
| 41 | Stati Uniti (bandiera) | D     | Jordan Matthews      |
| 42 | Stati Uniti (bandiera) | D     | Garrison Tubbs       |